# Бунешть (Брашов)
Бунешть, Бунешті (рум. Bunești) — село у повіті Брашов в Румунії. Адміністративний центр комуни Бунешть.
Село розташоване на відстані 202 км на північний захід від Бухареста, 65 км на північний захід від Брашова, 134 км на південний схід від Клуж-Напоки.

## Населення
За даними перепису населення 2002 року у селі проживали 726 осіб.
Національний склад населення села:
| Національність | Кількість осіб | Відсоток |
| -------------- | -------------- | -------- |
| румуни         | 377            | 51,9%    |
| цигани         | 329            | 45,3%    |
| німці          | 17             | 2,3%     |

Рідною мовою назвали:
| Мова      | Кількість осіб | Відсоток |
| --------- | -------------- | -------- |
| румунська | 706            | 97,2%    |
| німецька  | 17             | 2,3%     |